# Màrius Girard
Màrius Girard, (Sant Romieg de Provença, 10 de novembre de 1838 - 11 d'agost de 1906), fou un poeta i pintor occità.

## Vida
Nascut en una família nombrosa i modesta, va estudiar arquitectura a Marsella fins a 1859. Retornat a Sant Romieg, treballà com a arquitecte i, el 1868, entrà a l'administració municipal. Donada la seva adscripció republicana, el 1870 esdevingué secretari de la comuna. Del seu matrimoni amb Maria Francesca Lecacheux el 1868, tingueren dos fills. El primer morí infant de malaltia i la segona, Maria, es dedicarà a la novel·la amb èxit i es 
casarà amb el també escriptor provençal Joaquim Gasquet. El 1906, Màrius moria repentinament per una congestió cerebral.

## Obra
Molt implicat en el moviment del Felibritge, Màrius Girard mantingué bones relacions amb altres membres, sobretot amb Frederic Mistral. Publicà en llengua occitana. Les seves obres més conegudes són:
- Leis Aupilhas (1877)
- La Crau (1894)